# Бельцы-Лядовены
Международный аэропорт «Бельцы» (ИАТА: BZY, ИКАО: LUBL), также называется Международный аэропорт «Бельцы-Лядовены» (рум. Aeroportul Internațional Bălți-Leadoveni), является вторым по величине международным гражданским аэропортом в Республике Молдова и одним из двух основных аэропортов в Бельцах, обслуживающий город Бельцы и север Республики Молдова для гражданских пассажирских и грузовых рейсов. Международный аэропорт Бельцы-Лядовены был открыт в 1989 году, чтобы заменить аэропорт Бельцы-Город в частности на международных маршрутах и облегчить воздушный трафик аэропорта Кишинёва.
Второй аэропорт в Бельцах — первый исторический бельцкий аэропорт для регулярных рейсов Аэропорт Бельцы-Город в районе «Автовокзала», расположенный в восточной черте городской зоны Бельц, который после ввода в эксплуатацию международного аэропорта Бельцы-Лядовены в конце 1980-х годов использовался как региональный аэропорт, обслуживавший аварийные службы, сельское хозяйство, авиационные работы и транспортные нужды.
Международный аэропорт Бельцы способен функционировать круглосуточно в течение всего года и расположен за пределами городской черты Бельц, в селе Корлэтень в 15,1 км от центра Бельц (9,7 км от северной окраины города района «Дачия», или, как его ещё называют, «Бам»), с прямым доступом к Европейскому маршруту E583/Скоростной дороге M5 и Республиканской дороге R12. Расположение взлётно-посадочной полосы Бельцкого международного аэропорта является наиболее выгодным по сравнению с аэропортами и аэродромами в регионе (то есть по сравнению с Кишиневским аэропортом и Маркулештским военным аэродромом), что обеспечивает непрерывную работу Бельцкого международного аэропорта без длительных закрытий, которые могут длиться несколько дней в Кишиневском аэропорту и на Маркулештском военном аэродроме.
С момента открытия аэропорт служил хабом для молдавского филиала Аэрофлота, затем для Air Moldova и основной базой для Moldaeroservice. В истории гражданской авиации Республики Молдова только из Международного аэропорта Кишинёва и Международного аэропорта Бельцы выполнялись регулярные рейсы на самолетах Ту-134.
Аэропорт был сертифицирован и открыт для пассажирских и грузовых перевозок, выполняя регулярные пассажирские рейсы с 1989 года — года ввода в эксплуатацию бетонной взлётно-посадочной полосы в недавно построенном аэропорту Бельцы-Лядовены — связывая Бельцы воздушным сообщением с 14 городами бывшего СССР на самолетах Ан-24, Ту-134, Let L-410 Turbolet до 1993 года. В последние годы аэропорт используется в основном для внутренних рейсов и эпизодических внешних рейсов.

## История

### Создание
До открытия Международного аэропорта Бельцы главным аэропортом Бельц и вторым по величине в МССР был аэропорт Аэропорт Бельцы-Город, который обслуживал регулярные внутрисоветские пассажирские и грузовые рейсы, а также внутренние рейсы по Молдове. С расширением гражданской авиации в бывшем СССР с 1960-х годов и эксплуатацией реактивных самолетов, таких как Ту-134 в 1969 году в Молдове, только аэропорт Кишинёва в Республике Молдова смог обслуживать регулярные пассажирские рейсы на реактивных самолетах. Хотя количество внутренних рейсов на маршруте Бельцы — Кишинев в семь раз превышало количество рейсов на любом другом местном маршруте, а в Молдове, кроме аэропорта Кишинёва, внутрисоветские регулярные рейсы выполнялись только из Аэропорта Бельцы-Город, ограничения Аэропорта Бельцы-Город стали очевидны, поскольку его комплекс обслуживания полезной нагрузки был недостатоен для удовлетворения растущего спроса на реактивные воздушные перевозки: обе взлётно-посадочные полосы Аэропорта Бельцы-Город слишком короткие, несоответствующий тип поверхности взлётно-посадочной полосы (грунт/трава), а пассажирский терминал не был готов справиться с увеличением количества пассажиров на регулярных реактивных рейсах.
Разработка проекта по строительству нового аэропорта для Бельц и севера Молдовы началась в 1974 году. Перед строительством взлётно-посадочной полосы на новом месте возле села Лядовень, 146 гектаров чернозема/пашни было изъято у колхоза «Лядовень». Выбор места расположения самой последней взлётно-посадочной полосы, построенной с нуля в Республике Молдова, был сделан тщательно, с учетом современных на тот момент технических и инженерных средств и, в частности, направления розы ветров и отсутствия устойчивого тумана на месте взлётно-посадочной полосы Бельцкого международного аэропорта, самой большой высоты: 231 метр над уровнем моря.

#### Высота над уровнем моря и видимость
Высота взлётно-посадочной полосы в международном аэропорту Бельцы составляет 231 метр в конце полосы с магнитным пеленгом 15' и 215 метров в конце полосы с магнитым пеленгом 33'. Эта высота взлётно-посадочной полосы является самой высокой и обеспечивает лучшую видимость по сравнению со всеми другими аэропортами и аэродромами в регионе.

В отличие от других аэропортов Молдовы и региона Бельцкий международный аэропорт может эксплуатироваться при любых погодных условиях. Взлётно-посадочная полоса международного аэропорта Бельцы расположена на абсолютной высоте 231 метра (231 фут), с окружающими долинами спускающимися до 100 метров (328 футов),, что способствует быстрому рассеиванию тумана.
В аэропорту Кишинёва взлётно-посадочная полоса расположена на высоте 115 метров и окружена холмами высотой 250 метров, что приводит к закрытию аэропорта Кишинёва несколько дней в году из-за устойчивого тумана. Такая же ситуация и со взлётно-посадочной полосой военного аэродрома Маркулешть, которая расположена на высоте 101 метр и окружена холмами выше 300 метров — что способствует устойчивому туману в Маркулештах.

#### Качество почвы
Почва в международном аэропорту Бельцы не подвержена эрозии почвы, в то время как Кишиневский аэропорт и военный аэродром Маркулешты подвержены процессам эрозии почвы.

#### Роза ветров
Преобладающими направлениями ветра в Республике Молдова являются N, NE, NW, S и SE.
Аненомометр эталонной станции, расположенной в районе Бельцкого международного аэропорта (открытое место на высоте 200 м над землей, слегка экранированное с низким коэффициентом шероховатости), выявил самую высокую среднегодовую скорость ветра в Республике Молдова в Бельцком международном аэропорту (за ним следует Кагульский международный аэропорт) по сравнению с расположением других аэропортов и аэродромов в Республике Молдова. И скорость ветра, и распределение Вейбулла в этих исследованиях подтверждают соответствие направления ветра в месте расположения взлётно-посадочной полосы Международного аэропорта Бельцы с магнитной ориентацией взлётно-посадочной полосы: NV/SE = 15'/33', таким образом, всегда обеспечивая необходимый ветер для взлёта или посадки в нужном направлении, без встречного ветра, который часто встречается в аэропорту Кишинёва и на военном аэродроме Маркулешты, каждый из которых имеет ВПП, ориентированную восток-запад, что часто приводит к встречным ветрам в аэропорту Кишинёва и на военном аэродроме Маркулешты. В Республике Молдова, кроме трех взлётно-посадочных полос, ориентированных на преобладающие ветры в международном аэропорту Бельцы (1: магнитный пеленг 15° северо-запад/33° юго-восток) и в аэропорту Бельцы-Город (2: a) магнитный пеленг 13° северо-запад/31° юго-восток и b) магнитный пеленг 01° юго-запад/19° северо-восток), только Кагульский аэропорт (1: магнитный пеленг 16° северо-запад/34° юго-восток) имеет ВПП, ориентированную на преобладающие ветры.
Кроме того, среди городов с действующими аэропортами в Республике Молдова средняя скорость ветра в Бельцах (2,7 м/с), измеренная в период с 01/1990 по 12/2011 на высоте 101 метр (широта 47.77462 долгота 27.95065 соответствует высоте взлётно-посадочной полосы аэропорта Бельцы-Город 47°46′28″ с. ш. 27°57′02″ в. д., Международный Аэропорт Бельцы находится на высоте 231 метр над уровнем моря) также больше по сравнению с Кишиневом (2,28 м/с на высоте 173 метра — высота аэропорта Кишинёва ниже: 122 метра). Также стоит упомянуть о средней скорости ветра в Кагуле — 3,71 м/с на высоте 196 метров (аэропорт Кагула находится на высоте 199-209 метров).

#### Требования ИКАО и EASA к безопасности гражданских полетов
Расположение взлётно-посадочной полосы Международного аэропорта Бельцы, расположенной таким образом, что маршрут посадки и взлёта проходит в обход города Бельцы, соответствует требованиям безопасности гражданской авиации, установленным Международной организацией гражданской авиации (ИКАО), а именно статье 3.1.2 (Минимальные высоты) главы 3 (Общие правила) Приложения 2 (Правила полетов) к Конвенции о международной гражданской авиации и Европейским агентством авиационной безопасности (EASA), а именно статье SERA.3105. (Минимальные высоты) к Главе 1 (Защита людей и имущества) Раздела 3 (Общие правила и упреждение коллизии) Приложения к Стандартизированным европейским правилам воздушного движения (SERA), согласно которому воздушные суда не должны пролетать над перегруженными районами городов, поселков или населенных пунктов или над скоплением людей под открытым небом. Поэтому никаких неудобств во время работы Бельцкого международного аэропорта не наблюдалось, даже когда рейсы выполнялись Ту-134, одним из самых шумных самолётов, который в народе называют «свисток».
В этом контексте попытки осуществить несколько нерегулярных полетов на средних самолётах с военного аэродрома Маркулешты (при этом наземное обслуживание и персонал аэронавигации, отсутствующие на аэродроме Маркулешты, доставлялись для каждой посадки/взлёта в Маркулешты из Бельц) вызвали многочисленные скандалы и панику среди жителей Бельц. Взлётно-посадочная полоса военного аэродрома Маркулешты, ориентированная прямо на город Бельцы с востока, была построена для легких и маневренных военных самолётов, чтобы они могли обойти город по траектории взлёта/посадки, чего не могут сделать средние и тяжелые самолёты.

#### Название
Название аэропорта «Бельцы-Лядовены» происходит от старого названия бывшего села Лядовены (Корлэтены), в которое были объединены в 1966 году сёла Сингурены и Корлатены. Название Лядовены было дано в 1945 году селу Корлэтень (также называемой Срымба) в честь Григория Лядова, который во время крушения самолёта отвёл падающий самолёт от домов в селах Сингурень и Корлэтень. На месте его гибели установлен памятник в Сингуренах. Аэропорт Бельцы-Лядовены находится сегодня на территории села Корлатены. Во время Второй мировой войны, на территории села Сингурены находился главный военный аэродром Молдовы: аэродром Бельцы-Сингурены. Тут был дислоцирован ИАП 55 из Кировограда и ИАП 16 с 5 аэродромами подскока в МССР и УССР. Также во время Второй мировой войны в аэродроме в Сингурень были дислоцированы Kampfgeschwader 27 и Kampfgeschwader 51 из Ландсберг-ам-Лех сформированная из Kampfgeschwader 255.
После обретения независимости Молдовы в 1991 села вновь разъединили и вернули к прежним наименованиям, как это было исторически: Корлэтень и Сингурень. В молдавском законодательстве гражданский международный аэропорт в Корлэтенах называется Бельцким Международным Аэропортом.

### Техническая сертификация
Киевский институт «Аэропроект» подготовил всю проектную документацию для нового аэропорта, а московский институт «Аэропроект» занимался сертификацией аэропорта и, в частности, сертификацией искусственных покрытий аэродрома.
Первый технический полет в новом аэропорту Бельц был совершен 28 декабря 1987 года на самолёте Ан-24 представителями комиссии по испытаниям Управления гражданской авиации Молдовы.
31 октября 1989 года власти установили соответствие ярких авиационных сигналов, установленных в аэропорту Бельцы-Лядовены.
22 февраля 1990 года Государственный научно-исследовательский институт гражданской авиации «Аэропроект» подтвердил классификационное число покрытия ВПП и указал самолёты, которые могут эксплуатироваться в аэропорту Бельцы-Лядовены без ограничений: Ил-18, Ан-12, Як-42, Ту-134.
8 июня 1990 Министерство гражданской авиации СССР выдало для аэродрома Бельцы-Лядовены свидетельство № 190 о государственной регистрации и годности аэродрома Бельцы-Лядовены, подтверждая регистрацию аэродрома в государственном реестре гражданских аэродромов СССР за № 190, класс аэродрома «В», размеры ВПП 2240×42 м, тип покрытия цементобетон — 24 см, эксплуатацию днём и ночью круглый год, оборудование посадочными системами оборудования системы посадки (ОСП) на 2 направлениях, а также радиолокационной системой посадки (РСП) и системой огней малой интенсивности (ОМИ) на 2 направлениях, без метеоминимумов категорий посадок ИКАО, способность свободной эксплуатации воздушных судов Ту-134, Ан-24, Як-40 и других типов воздушных судов III и IV класса, а также любых типов вертолётов. Технический паспорт был утверждён Молдавским Управлением Гражданской Авиации 4 мая 1990 года. Акт технического рейса (Ту-134) утверждён Молдавским Управлением Гражданской Авиации 29 иая 1990 года согласно приказу Молдавского Управления Гражданской Авиации от 29 мая 1990 года № 112.
31 мая 1994 года «Аэропроект» также подтвердил эксплуатационные возможности в аэропорту Бельцы-Лядовены для самолётов Ту-154 (один самолёт в день) и Ил-76Т (50 самолётов в год весом 160 тонн / 352 739,6 фунтов).
Хотя внутрисоветские рейсы выполнялись из аэропорта с самого начала его работы, после распада СССР и независимости Молдовы, 4 апреля 2002 года Правительство Молдовы присвоило новому Бельцкому аэропорту статус международного.

## Характеристики аэродромного и аэровокзального комплексов
Аэропорт был построен в 1980-х годах и на тот момент соответствовал основным советским стандартам и активно использовался авиакомпанией Аэрофлот. В аэропорту могут производить посадку такие самолёты как Ан-24, Ан-26, Як-42, Ту-134, а также Ту-154 и Ил-76. Существовали, но так и не были реализованы, проекты строительства двух терминалов: современного аэровокзала для пассажиров и грузового терминала, диспетчерской вышки контроля аэронавигации взамен на возведённые временные конструкции, а также проекты строительства гостиничного комплекса, жилгородка для работников гражданской авиации, прокладки троллейбусной линии от Бельц до аэропорта. Международный аэропорт Бельцы предназначен для работы 24 часа в сутки, семь дней в неделю, круглый год и включает в себя международный пассажирский терминал (состоящий из двух зданий: второе для вылетов, первое для прилётов), который находится в нетронутом состоянии с момента его строительства, хотя существующие помещения считались временными в 1987/1989 годах
Взлётно-посадочная полоса Бельцкого международного аэропорта — это последняя взлётно-посадочная полоса, построенная с нуля из железобетона — вторая взлётно-посадочная полоса из железобетона в Республике Молдова после взлётно-посадочной полосы в аэропорту Кишинёва. Например, на военном аэродроме Маркулешты взлётно-посадочная полоса собрана из бетонных плит, соединение которых не является прочным, что привело к неровности этих плит и поврежденному характеру взлётно-посадочной полосы и, следовательно, к призыву бывшего директора этого аэродрома в Маркулештах закрыть его.
Географическое расположение взлётно-посадочной полосы Бельцкого международного аэропорта было выбрано в соответствии с последними стандартами аэронавигации и имеет ту же магнитную ориентацию (север 15, юг 33), что и несколько международных аэропортов в регионе и мире. Магнитный пеленг взлётно-посадочной полосы Международного аэропорта Бельцы составляет 15° северо-запада / 33° юго-востока. Длина взлётно-посадочной полосы составляет 2240 м, а ширина — 42 м. Земля вокруг взлётно-посадочной полосы с самого начала была подготовлена для ее расширения.
Всепогодность взлётно-посадочной полосы обеспечивает высота над уровнем моря 231 метр и окружающие долины до 100 метров высоты, что гарантирует отсутствие условий для образования устойчивого тумана, также принимая во внимание розу ветров в этом конкретном месте. В ходе метрологических наблюдений было установлено, что когда взлётно-посадочные полосы близлежащих аэропортов и аэродромов (Кишинев, Яссы, Бухарест, Маркулешты, Одесса и Киев) закрыты для эксплуатации или имеют пониженную видимость, взлётно-посадочная полоса аэропорта Бельцы-Лядовены остается работоспособной при достаточной видимости, как горизонтальной, так и вертикальной.
Классификационное число покрытия: PCN 16 R (жесткая конструкция) / A (самый сильный класс — CBR 15 (все CBR выше 13 %) прочности основания под дорожным покрытием / W (единица, выражающая максимальное давление шин, которое может выдержать дорожное покрытие, W (неограниченное) — нет предела давления шин) / T (описание метода, с помощью которого было получено первое значение): T обозначает техническую оценку) CONC (бетон).
Согласно Постановлению № 32 Счетной палаты Молдовы от 25 мая 2007 года, Бельцкий международный аэропорт был признан соответствующим требованиям ICAO.
Согласно отчету о плане действий от 1 марта 2013 года, установленному в рамках инспекции, проведенной Управлением гражданской авиации Молдовы, в аэропорту Бельцы-Лядовены были проверены следующие услуги: сервис обслуживания пассажиров и багажа, общие услуги, билетная касса и аэровокзал, пассажирские перевозки, багажный сервис.
Согласно пресс-релизу, опубликованному в декабре 2015 года бывшим Министерством транспорта и дорожной инфраструктуры Молдовы, Международный аэропорт Бельцы расположен на территории Рышканского района, занимает площадь 144,5567 га и включает в себя аэродром, пассажирский терминал, пункт обработки багажа, здания и сооружения, обеспечивающие технологический процесс (металлический ангар, дизель-электрогенератор для автономного резерва, площадь перед пассажирским терминалом, места для стоянки специальных наземных транспортных средств и др.), а также территорию, которая может быть использована для развития инфраструктуры Международного аэропорта Бельцы.

## Доступ и наземный транспорт
Международный аэропорт Бельцы расположен за пределами городской черты Муниципия Бельцы, на территории села Корлатены Рышканского района, в 15,1 км от центра Бельц (9,7 км к северу от северной окраины города, где заканчивается район Дачия), с прямым выходом на Европейский маршрут Е583/Скоростную дорогу M5 и республиканскую дорогу R12.

### Общественный транспорт
В планах есть пуск троллейбусного маршрута до аэропорта. В настоящее время аэропорт не связан с городом маршрутами общественного городского транспорта.

### Автомобиль
Международный аэропорт Бельцы находится в 15,4 км (17 минут езды) от центра города Бельцы. Добраться до пассажирского терминала, где расположен международный аэропорт Бельцы, можно по Европейскому маршруту Е583/Скоростной дороге M5, и по Республиканской дороге R12.

### Железнодорожный транспорт
Международный аэропорт Бельцы находится в 6км от железнодорожной станции Пелиния, в 16км от железнодорожной станции Северный вокзал Бельцы и в 14км от железнодорожной станции Западный вокзал Бельцы.

## Оператор
Бельцкий международный аэропорт находится в управлении Государственного предприятия «Moldaeroservice» и занимает площадь 144 га.
С административной точки зрения, аэропорт зависит от географически компетентных местных органов власти: в целом — от Правительства Республики Молдова, в области градостроительных разрешений и землеустройства — от районного совета Рышканского района и примэрии села Корлэтены.
Государственное предприятие Moldaeroservice было основано в 1966 году как Бельцкий авиаотряд № 281 Бельцкого объединённого авиаотряда (Бельцкого ОАО) приказом Министра гражданской авиации СССР на базе авиационной эскадрильи самолетов Яковлев Як-12 и Антонов Ан-2. Вместе со службами полка гражданской авиации аэропорта Бельцы-Город, Бельцкий авиаотряд № 281 сформировал Бельцкий объединенный авиационный отряд.
Командиром Бельцкого авиаотряда № 281 был назначен Николае Завадский, начальником аэропорта — Петру Овчиников, начальником базы технического обслуживания аэропорта — Виктор Усерстюк и начальником Бельцкого ОАО — Виталие Безденежных. Среди командиров Бельцкого ОАО были: Алексей Личьман, Евгений Иляков, Анатолий Баюков, Алексей Алексеев, Василий Бурма, Иван Томач, Владимир Рышковой, Валерий Ченин. Среди руководителей базы технической службы аэропорта были Григоре Ротарь, Борис Кабак, Виктор Герца. Лётную службу возглавлял Дмитрий Ковальчук, а пассажирскую службу — Мария Рыбакова, Александр Ожегов, Леонид Соловьев. Аэропортом и наземной службой руководили Петру Лобанов, Рашид Бирюков, Дмитрий Губарев, Василе Барабаш. На протяжении своего развития компания прошла множество этапов реструктуризации и развития.
С распадом СССР служба контроля и наблюдения за воздушным пространством стала отдельной и была передана Бельцкому филиалу государственного предприятия MoldATSA.
Бельцкий ОАО, ставший Бельцким авиационным предприятием, был реорганизован и переименован в «Молдавиасервис» в 1994 году и в «Moldaeroservice» в 1996 году. Таким образом, предприятие стало самостоятельной компанией «Moldaeroservice» с собственным бюджетом/балансом, имеющей в своем управлении: международный аэропорт Бельцы-Лядовены (145 га), аэропорт Бельцы-Город (136 га), профессиональный персонал, здания и помещения, необходимые для технологического и производственного процесса, самолеты Ан-2 и Ми-2. Согласно Разрешению эксплуатанта № Md 001, выданному Управлением гражданской авиации Республики Молдова, компания Moldaeroservice выполняет следующие операции: полеты санитарной авиации, наблюдательные полеты, полеты для поисково-спасательных операций, рекламные и развлекательные полеты по заказу, полеты в интересах сельскохозяйственного и лесного сектора.
Согласно сертификату MD.145.0025, Moldaeroservice утвержден в качестве организации по техническому обслуживанию Ан-2 (ASH-62IR); Ми-2 (GTD-350); C3; C5; C6; C7; C8; C9; C12; C13; C14; C18.
Согласно решению № 32 Счетной палаты Молдовы от 25 мая 2007 года, управление Бельцким международным аэропортом осуществлялось нерегулярно, с неэффективной бухгалтерией со стороны руководства Moldaeroservice.

## Направления
После официального открытия в конце 1980-х годов аэропорт Бельцы-Лядовены обслуживался как государственным флотом «Moldaeroservice», так и самолетами из Кишинёва бывшего молдавского филиала советской компании «Аэрофлот». Вплоть до распада СССР аэропорт «Бельцы-Лядовены» являлся важным транспортным воздушным узлом севера Молдавии, заменив второй по значимости аэропорт в Молдавии Аэропорт Бельцы-Город. Из аэропорта Бельцы-Лядовены выполнялось около 20 еженедельных регулярных пассажирских рейсов в пункты назначения в бывшем Советском Союзе, включая Москву, Санкт-Петербург, Киев, Симферополь и Сочи. Также выполнялся ряд регулярных рейсов местного значения в Кишинёв. После обретения Молдовой независимости в 1991 году аэропорт использовался компаниями Moldaeroservice и Air Moldova, преемницей государственной компании с оставшимися советскими самолетами Аэрофлота.
Было несколько попыток возродить аэропорт, с настойчивыми «рекомендациями» Air Moldova выполнять рейсы из аэропорта, в том числе в 1994 году одновременно с созданием государственного предприятия «Молдавиасервис». С 1992 года предпринимались попытки организовать регулярные рейсы из Бельц в Москву, но они были отменены по экономическим причинам, причем эти экономические причины не были объяснены в цитируемом отчёте. Согласно Ziarul de Gardă, «бывший генеральный директор компании Air Moldova Дорин Тимчук вместе со своими подчиненными, финансовым директором Раду Безнюком [автор вышеупомянутого отчёта] и начальником финансового управления Александру Криганом, были арестованы по подозрению в „хищении в особо крупных размерах государственного имущества“ (статья 195, пункт 2), еще более серьезном преступлении, чем инкриминируемое Пасату, которое предусматривает лишение свободы на срок до 25 лет. Эти трое находятся под уголовным следствием за повышение комиссионных на проездные билеты на „Air Moldova“ и комбинированные маршруты».
В то же время, согласно Арнольду Паворознюку, 

Например, чтобы полететь в Москву, купить билет надо было за месяц. Это больше, чем в Кишинёве. Правительство, когда принимало решение о необходимости строительства здесь аэропорта, учитывало, что север Молдавии был более заселён, чем центр и юг, также и промышленно развит. Согласно тогдашним расчетам, этот аэропорт должен был охватить более 2 млн человек, Расчёт был не только на жителей Молдовы, но и на украинцев, которые бы летали отсюда, — отмечает Арнольд Поворознюк.— Константин Хайретдинов, 45 лет истории Лядовенского аэропорта. Воспоминания участника масштабной стройки, СП (газета) 2019-08-28
В 2000—2001 годах осуществлялись регулярные пассажирские рейсы из Бельц в Стамбул с максимальной загрузкой на рейсе из Бельц в Стамбул — до 43,25 человек на Ан-24 и 117 человек на Ил-18 за один рейс. Полеты были приостановлены из-за отсутствия таможенного поста в Бельцком международном аэропорту, когда сотрудники пограничной полиции на таможенном посту «Унгены» прекратили сотрудничество с Бельцким международным аэропортом под предлогом ожидания решения правительства Молдовы. Пассажиропоток в то время составлял 580 человек в месяц, и помимо существующих рейсов в Стамбул, весной 2002 года планировалось возобновить регулярные рейсы из Бельц в Москву.
За время существования Международного аэропорта Бельцы основными авиакомпаниями, выполняющими регулярные и чартерные рейсы в/из Международного аэропорта Бельцы примерно по 20 различным советским и международным направлениям, были Аэрофлот, Moldaeroservice и Air Moldova. Moldaeroservice был последним оператором, который работал из Бельцкого международного аэропорта, а также компании частных самолетов из Австрии и Германии и Carpatair.
Прямые воздушные перевозки осуществлялись над обширной территорией бывших советских социалистических республик и в соседние страны Европы и Турцию.
| Авиакомпании    | Направления |
| --------------- | --- |
| Аэрофлот        | Москва-Внуково, Санкт-Петербург-Пулково, Киев-Жуляны, Симферополь, Сочи, Балаково, Саратов Центральный, Запорожье, Ульяновск-Баратаевка (через Курск), Курск — Восточный, Балашиха, Екатеринбург-Кольцово, Ростов-на-Дону |
| Moldaeroservice | регулярные рейсы Стамбул |
| Moldaeroservice | чартреные рейсы/рабочие миссии Египет, Алжир, Ирак, Румыния, Болгария, Турция, Сингапур, Южная Корея |
| Air Moldova     | Кишинёв — рейсы с пересадкой |

На данный момент аэропорт является действующим, но информации о регулярных рейсах нет. Аэропорт иногда используется для нерегулярных чартерных пассажирских и грузовых рейсов. Также территория аэропорта часто используется для проведения автомобильных гонок, музыкальных концертов и фестивалей.

## Расширение и перспективы
Хотя длина существующей взлётно-посадочной полосы составляет 2 240 метров, а ширина — 42 метра, первоначальные земляные работы по ее расширению и работы по выравниванию земли для ее удлинения и расширения были проведены в 1987 году. Строительство инфраструктуры аэропорта (включая пассажирский и грузовой терминалы, гостиницу, башню управления воздушным движением, продление троллейбусной линии от Бельц до Международного Аэропорта Бельцы-Лядовены было возложено на местные власти МССР.
Согласно некоторой информации в 2009 году в связи с имеющимся спросом среди жителей севера Молдавии и близлежащих регионов Украины и Румынии авиакомпанией Air Moldova должно было быть установлено регулярное воздушное сообщение между Бельцами и Москвой, а также Франкфуртом-на-Майне. Этот проект, по состоянию на декабрь 2011 года, не был осуществлён.
По словам администрации аэропорта «Бельцы-Лядовены» географические и погодные условия в этом регионе способствуют эксплуатации данного аэропорта 24 часа в сутки круглый год (даже в сложных метеоусловиях).

Новая роль Бельцкого международного аэропорта также может стать хабом для низкобюджетных авиакомпаний в Молдавии, поскольку единственным аэропортом, осуществляющим, как монополист с высокими аэропортовыми сборами, регулярные пассажирские рейсы, остается аэропорт Кишинёва.
Бельцы географически находятся на важном транспортном направлении и являются важной транспортной развязкой Молдавии Юго-Восточной Европы. При некоторой модернизации взлётно-посадочной полосы существует возможность принимать самолёты типа Boeing и Airbus. В связи с этим существует мнение, что аэропорт «Бельцы-Лядовены» в перспективе мог бы стать одним из хабов для европейских малобюджетных авиакомпаний таких как EasyJet, Ryanair, Wizz Air, а также для международных транспортных компаний.
В середине декабря 2011 года представители малобюджетной европейской авиакомпании Wizz Air совершили визит в Молдову, намереваясь открыть свои рейсы из Республики Молдова в Европу. Так как плата за использование аэропорта Кишинёва оказалась для компании высокой (аэропорт Кишинёва вынужден отдавать кредит, взятый на реконструкцию аэропорта у Европейского банка Реконструкции и Развития и Европейского инвестиционного банка, поэтому в Кишинёве высокие аэропортовые сборы), рассматривается возможность использования именно аэропорта «Белцы-Лядовены». Рейсы, предположительно, будут осуществлять самолёты «А-320».
Приблизительно треть или более всех пассажиров на маршрутах, обслуживаемых Air Moldova, на долю которой приходится около половины всех рейсов в аэропорту Кишинева, прибывают из Бельц и северных районов Молдовы. С мая 2015 года авиакомпания Air Moldova предлагает рейсовый автобус из Бельц в аэропорт Кишинёва. Начиная с одного автобуса в день в начале, сейчас между Бельцами и аэропортом Кишинёва курсирует три автобуса в день и только для рейсов Air Moldova.
Для Бельцкого международного аэропорта существуют также важные перспективы развития в грузовом секторе, что обеспечит экономический рост для всего северного региона Молдовы. Ежегодный рост ВВП региона составляет 8 %, а инвестиционные проекты в сфере недвижимости в Бельцах, осуществляемые западноевропейскими компаниями, являются одними из факторов роста. Аэропорт расположен с прямым выходом на европейскую дорогу E583 и в 6 км (по прямой линии) от железнодорожной станции Пелиния на северном направлении железной дороги из Бельц — единственного города в Молдове, обслуживаемого тремя железнодорожными направлениями. Международный аэропорт Бельцы расположен рядом с тремя железнодорожными станциями.

### Проекты модернизации международного аэропорта Бельцы-Лядовены
30 августа 2007 года, в соответствии с Постановлением № 987, Правительство Республики Молдова постановило определить и внедрить меры по повышению экономической эффективности международного аэропорта Бельцы (и аэропорта Кагул) в Республике Молдова к 2012 году, с целью поощрения и стимулирования частных инвестиций в эти аэропорты.
В сентябре 2015 Управление гражданской авиации Республики Молдова отозвала эксплуатационный сертификат аэропорта Бельцы-Лядовены, однако в конце 2016 немецко-швейцарская компания Militzer & Münch объявила намерение инвестировать в модернизацию аэропорта около 50 миллионов евро, а в 2016 Polo Invest объявила о проекте инвестиций в около 40 миллионов евро.
В декабре 2015 появилась онлайн петиция о возобновлении регулярных пассажирских рейсов из международного аэропорта Бельцы-Лядовены.

#### Проект Polo Invest (2016)
В 2016, Polo Invest объявила намерение инвестировать в модернизацию международного аэропорта Бельцы-Лядовены приблизительно 40 миллионов евро, включая удлинение ВПП.
План модернизации аэропорта Бельцы-Лядовены предполагалось реализовать в два этапа. На первом должен был быть построен новый терминал площадью 2500 м² с пропускной способностью 500 000 пассажиров в год. Стоимость работ оценивалась в 4,5 млн евро.
На втором этапе должны были построить крупный пассажирский терминал — площадью 25000 м² с пропускной способностью 1,5 млн пассажиров в год. Также планировалось сооружение новой ВПП длиной 2800 метров (действующая полоса имея длину 2240 метров) и четырехзвездочный отель. Общая стоимость второго этапа оценивалась в 35 млн евро.

#### Проект Militzer & Münch (2015)
Проект Militzer & Münch предполагал инвестиции приблизительно 50 миллионов евро включающие модернизацию капитальной структуры аэропорта, а также в удлинение ВПП.
План предполагал концессию Бельцкого аэропорта на 49 лет и инвестиции в его модернизацию на первом этапе 30 млн евро. на строительство нового терминала для пассажиров, складов для перевозимых грузов, модернизацию и продление взлётно-посадочной полосы бельцкого аэропорта, что позволит принимать здесь самолеты Embraer, Airbas и Boieng. Инвестиции для реализации второго этапа проекта модернизации бельцкого аэропорта могли составить 10-15 млн евро. Планировалось, что после модернизации, аэропорт в Бельцах станет еще одним важным транзитным пунктом для перевозки грузов между странами Востока и Запада, а также региональным, транзитным пунктом для перевозки пассажиров и грузов, причем акцент будет делаться именно на грузоперевозках, учитывая выгодное географическое расположение бельцкого аэропорта и наличие большого объема заказов у холдинга по перевозкам грузов. Бельцкий аэропорт должен быть стать резервным аэропортом для Кишиневского аэропорта, а также аэропортов Украины и Румынии. Вложения в строительство и модернизацию бельцкого аэропорта планировалось окупить не раньше, чем через семь лет. Проект по модернизации бельцкого аэропорта позволит создать 200 рабочих мест, увеличить отчисления в бюджет, улучшить имидж Молдовы, благодаря созданию развитой инфраструктуры и логистики, ВПП отвечающей современным требованиям безопасности. Площадь аэропорта Бельц составляет 148 га. Его модернизация могла начаться уже в середине 2016 г. и завершиться в течение 2—3 лет.

#### Проект Moldaeroservice (2000)
Согласно бывшему директору государственного предприятия Бельцкий Аэропорт, Виталию Повонскому, капитальная реконструкция произошла в 2000 году.

### Творческие проекты

#### Проект Дениса Каунова (2017)
Согласно Денису Каунову, «первым, что встречают туристы и что создаёт впечатление о стране, является аэропорт. Развитие государства и комфорт граждан требуют связи с внешним и аэропорт выполняет эту функцию»

.

#### Проект Думитру Негрей (2012)
Согласно Думиитру Негрей, форма крыльев проекта здания пассажирского терминала символизирует полёт.

### Постановление Правительства 2010 года
29 октября 2010 года Правительство Республики Молдова приняло Постановление № 983, которым обязало Бельцкую свободную экономическую зону построить недвижимость на территории Бельцкого международного аэропорта в обмен на недвижимое имущество, переданное Бельцкой свободной экономической зоне от бывшего аэропорта Бельцы-Город. На сегодняшний день Бельцкая свободная экономическая зона не начала строительные работы на территории Международного аэропорта Бельцы, хотя Бельцкая свободная экономическая зона уже построила объекты недвижимости для предпринимательских целей на земельных участках, полученных от аэропорта Бельцы-Город.
Первый исторический аэропорт в Бельцах Аэропорт Бельцы-Город существовал с послевоенного периода до 2010 года, когда правительство Республики Молдова решило передать землю аэропорта Бельцы-Город Бельцкой свободной экономической зоны, с обязательством последней построить недвижимость в международном аэропорту Бельцы-Лядовены в обмен на недвижимость, полученную от Аэропорта Бельцы-Город. До сих пор Бельцкая свободная экономическая зона не выполнила свои обязательства по строительству новых зданий в международном аэропорту «Бельцы-Лядовены».
Постановлением Правительства № 983 от 19 октября 2010 года «О передаче недвижимого имущества» (дополненное решением № 1199 от 31.10.2016 года) все недвижимые объекты аэропорта Бельцы-Город были переданы Министерству экономики для использования в целях расширения Бельцкой свободной экономической зоны (СЭЗ «Бельцы»). Согласно технико-экономическому обоснованию, подготовленному Министерством экономики в 2011 году, недвижимые объекты, полученные СЭЗ «Бельцы», предназначалась для создания промышленного парка и бизнес-инкубатора, стратегическими целями создания промышленного парка в подзоне № 3 СЭЗ «Бельцы» являясь: привлечение молдавских и иностранных инвестиций в Муниципий Бельцы, увеличение доли муниципалитета и Северного региона развития в общем объеме промышленности путем обновления конкурентоспособных промышленных секторов на основе современных и инновационных технологий, осуществления экономической деятельности в соответствии с конкретными возможностями развития Северного региона развития, создание рабочих мест в промышленном парке, развитие человеческих ресурсов путем повышения качества профессионального обучения в парке.
Сегодня, несмотря на положения технико-экономического обоснования, на земле аэропорта Бельцы-Город, переданной Бельцкой свободной экономической зоне для расширения, построено, в том числе, несколько зданий и комплексов отдыха и развлечений, среди которых: Goldhaus Bier & Steakhaus (ресторан и зал для приемов) на ул. Аэродромной 1 и аквапарк и спа-центр Aqua Fantastic на улице Аэродромной 1.
Здание бывшего общежития пилотов (ул. Аэродромная 1а) сегодня используется как Бельцкий клуб верховой и конно-спортивной езды, занимая часть земли аэропорта Бельцы-Город.
Главный офис Moldaeroservice по-прежнему находится в здании аэровокзала, построенном в 1954 году на улице Аэродромной 12, прямо напротив конечной станции троллейбуса «Аэропорт».